# Атлантический бронзовый век

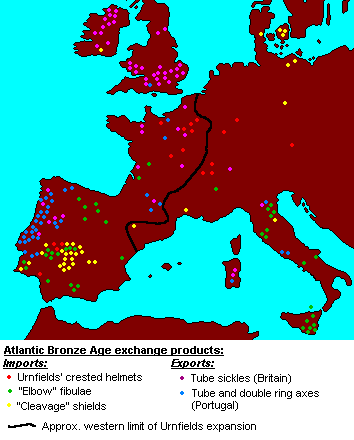
Основные центры Атлантического бронзового века

Атлантический бронзовый век, АБК — принятое у археологов наименование комплекса археологических культур в Португалии, испанских исторических областях Андалусия и Галисия, а также в Арморике и на Британских островах, относившихся к периоду около 1300—700  гг. до н. э., то есть существовавших синхронно с культурой полей погребальных урн в Центральной Европе. Иногда, для более строгого указания на хронологические рамки, используется термин «финальная атлантическая бронза» (финальный атлантический бронзовый век).
В рамках европейской археологии атлантический бронзовый век противопоставляется альпийскому бронзовому веку. Условная граница между этими двумя культурными общностями проходила с северо-востока на юго-запад Франции.

## Характеристика
АБК характеризовался экономическим и культурным обменом между рядом выживших доиндоевропейских и пришлых культур вплоть до наступления на этих территориях железного века. Их торговые контакты простирались до Дании и Средиземного моря. АБК определяется по ряду определённых региональных центров производства металла, объединённых регулярными морскими обменами некоторых продуктов. Основные центры находились в южной Англии и Ирландии, северо-западе Франции и северо-западе Пиренейского полуострова.

## Этническая идентификация
В 2008 г. профессор Джон Кох (John Koch) отождествил данные культуры с кельтами; его точку зрения поддержал Барри Канлифф. До тех пор была распространена точка зрения (у которой всё ещё много сторонников), что кельты появились в Атлантической Европе лишь вместе с гальштатской культурой.
Критики позиции Кока отмечают, что тот относит к кельтам даже те культуры, которые не считались кельтскими в античности, в частности, турдетанов.

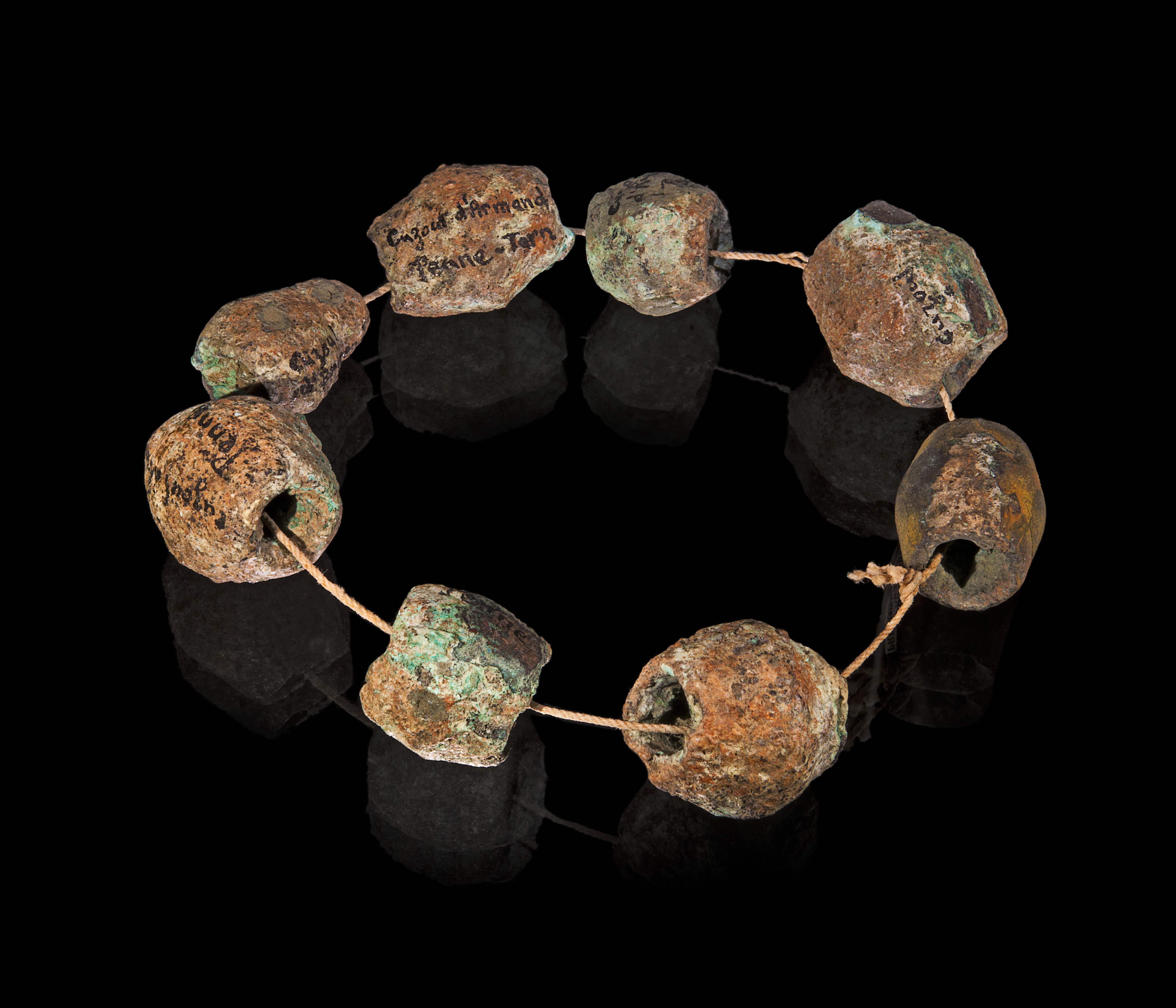
Ожерелье. Тулузский музей.
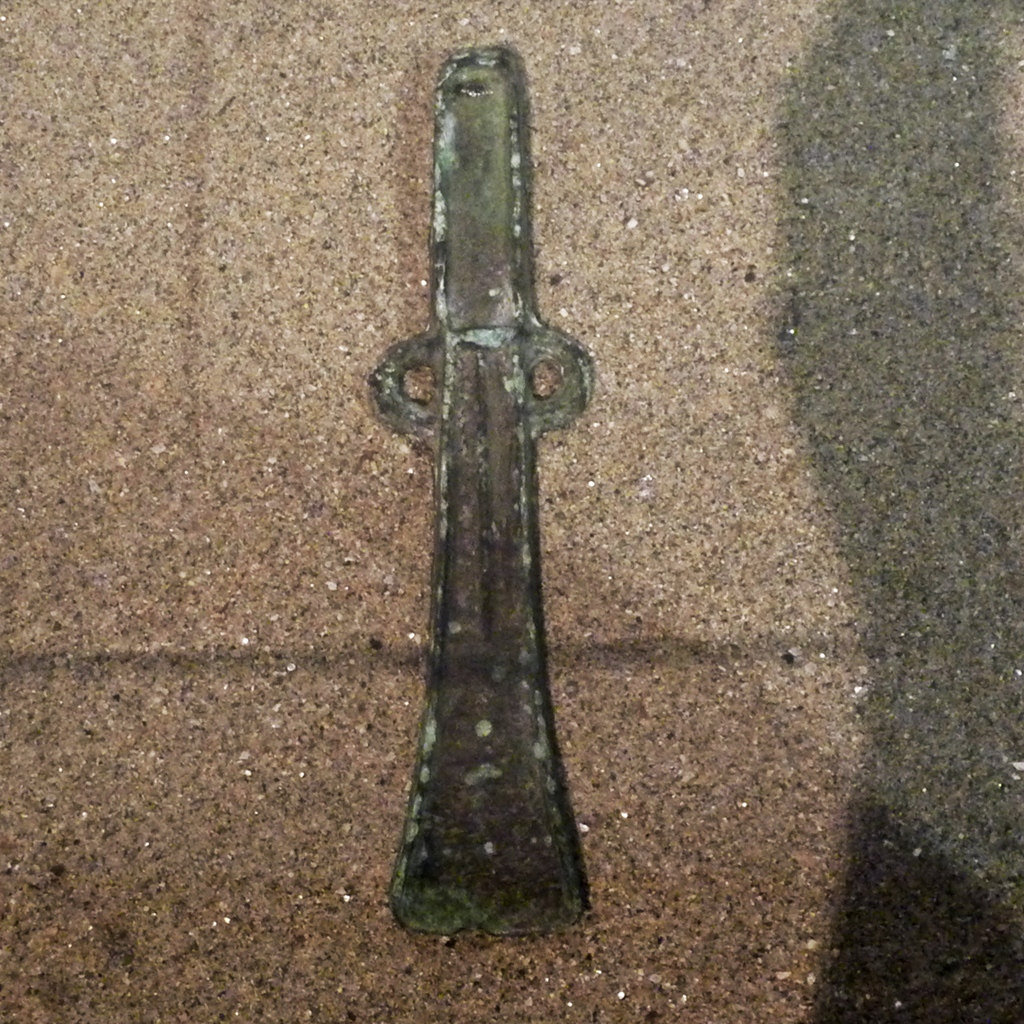
Типичный топор АБК. Музей Кастро-де-Санта-Тегра, А-Гуарда, Галисия.
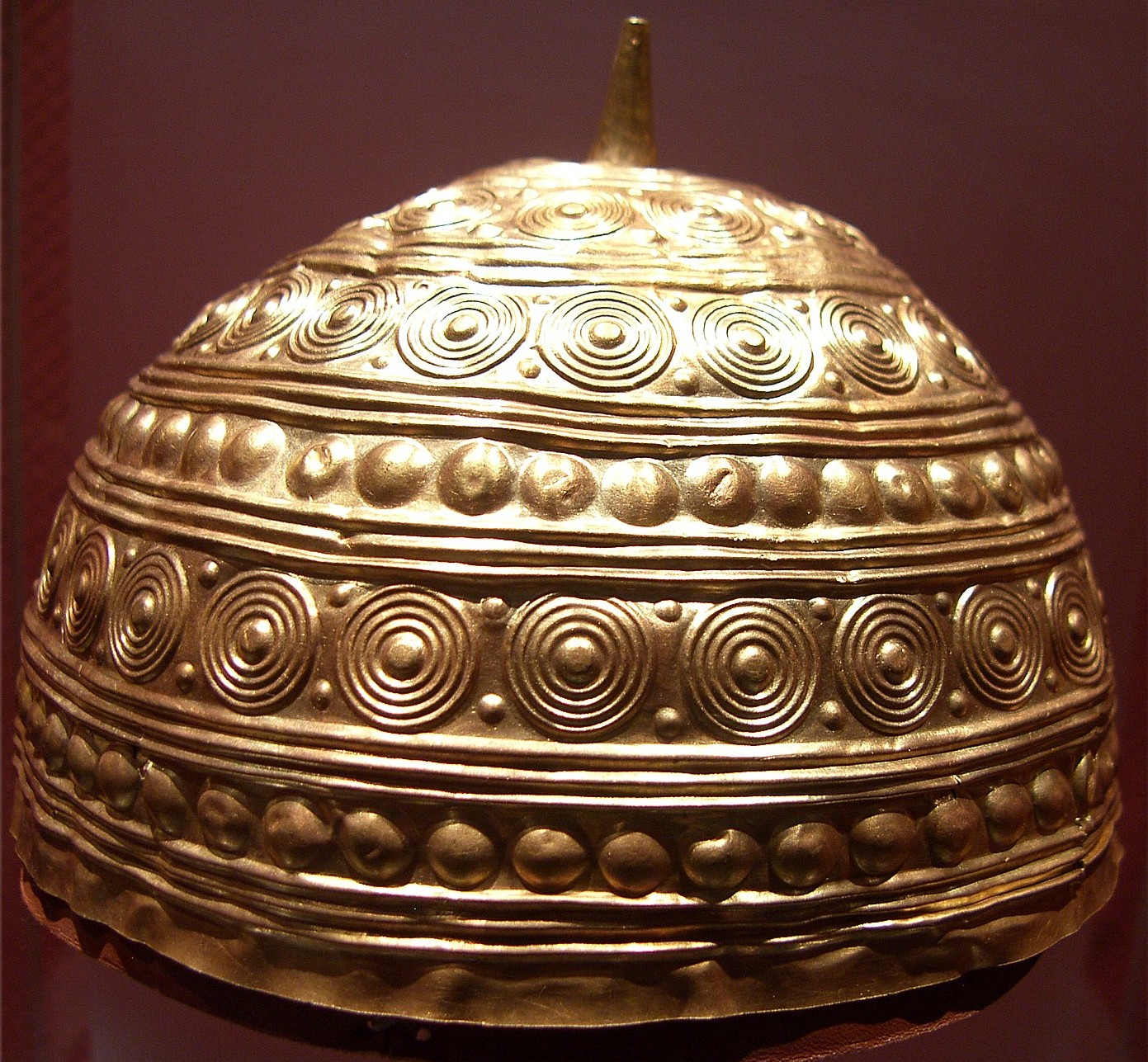
Золотой шлем эпохи бронзового века, найденный в Лейро, Галисия.